# Elaine Paige
Dama Elaine Paige DBE (nascuda Elaine Bickerstaff, Barnet, Londres, 5 de març de 1948) és una cantant i actriu anglesa, principalment coneguda pel seu treball al teatre musical. Criada a Barnet, North London, Paige estudià a l'escola de teatre Aida Foster, debutant professionalment al teatre el 1964, amb només 16 anys. Va debutar al West End a la producció de Hair de 1968.
Després d'interpretar diversos papers durant la dècada de 1970, Paige va ser l'escollida per interpretar a Eva Perón en la primera producció d'Evita el 1978, fent-la una figura coneguda pel gran públic. Pel seu paper va guanyar el Premi Laurence Olivier per l'actuació de l'any en un musical. Va crear el personatge de "Grizabella" a Cats i va entrar al Top-10 amb "Memory", una cançó del show. El 1985 Paige publicà "I Know Him So Well" amb Barbara Dickson, del musical Chess, que segueix tenint el rècord de vendes d'un duo femení. Llavors va aparèixer a la producció original de Chess, a la que seguí un paper protagonista a Anything Goes, que co-produí. Paige va debutar a Broadway a Sunset Boulevard el 1996, interpretant el paper protagonista de "Norma Desmond", aconseguint que la crítica l'aclamés. Entre el 2000 i el 2001 va aparèixer a The King and I, i sis anys després tornà als escenaris del West End amb The Drowsy Chaperone. Esporàdicament ha treballat a la televisió.
A més d'haver estat nominada a 5 Premis Laurence Olivier, Paige ha guanyat molts altres premis pels seus papers teatrals i ha estat anomenada la Primera Dama del Teatre Musical Britànic. Ha publicat 22 àlbums en solitari, dels quals 8 van rebre consecutivament el disc d'or i quatre més el multi-platí. A més, Paige ha publicat 7 àlbums d'espectacles i ha cantat en concerts per tots el món. Des del 2004 presenta un programa a la BBC Radio 2 anomenat Elaine Paige on Sunday.

## Biografia
Elaine Mary Bickerstaff va criar-se a Barnet, North London, on el seu pare treballava com a agent immobiliari i la seva mare era modista. La seva mare havia estat cantant en la seva joventut, i el seu pare havia estat timbaler amateur. Paige només fa 1,5 metres d'alt, la qual cosa segons diu li ha provocat perdre's els papers protagonistes. La seva ambició original era ser tenista professional, però la seva directora li va fer notar que "mai no et veuran sobre la xarxa", però Paige seguí jugant al tennis i ha confessat que l'esport és una de les seves passions.
Als 14 anys escoltà la banda sonora de West Side Story, evocant-li el desig d'una carrera al teatre musical. Les capacitats musicals de Paige van ser encoratjades per la seva professora de música de l'escola, Ann Hill, qui també era cap del departament de música. Paige va formar part del cor de Hill, i el seu primer paper va ser de Susanna a una producció escolar de "Les noces de Fígaro" de Mozart, que va ser seguit per parts a The Boy Mozart i solos al "Messies" de Handel, una tasca molt difícil per a nens. Paige també recorda cantant el paper de mezzo de "Bastienne" de Bastien and Bastienne, de Mozart. Després de cantar l'ària, escollí convertir-se en el personatge i per alliberar un plor que el públic va convèncer el públic, tot i que es tractava d'un dolor real.
Posteriorment el seu pare li suggerí que hauria d'anar a una escola de teatral, i anà a l'Aida Foster Stage School. En no tenir confiança, inicialment no li agradava; però el seu pare l'encoratjà a endurir-se i va créixer per gaudir la seva estada allà. Després de graduar-se, la seva primera tasca va ser modelar roba infantil a Ideal Home Exhibition. Abans de l'escla 

### Inicis professionals: 1968-1980 – debut al West End iEvita
La primera aparició professional de Paige als escenaris va ser durant la gira pel Regne Unit del musical de Anthony Newley/Leslie Bricusse The Roar of the Greasepaint—the Smell of the Crowd el 1964, interpretant el paper d'una urchin xinesa. A l'audició pel paper cantà "I'm Just a Girl who Cain't Say No", però va ser desestimada la primera vegada. Va tenir millor sort la segona vegada després que la convencessin a presentar-se de nou sota un nou nom. Navegant per la guia telefònica buscant inspiració, es fixà en la pàgina ("page") que estava observant i decidí que aquell seria el seu nom, afegint-hi una "i". Als 20 anys va debutar al West End al musical Hair el 27 de setembre de 1968, quedant-se al repartiment fins al març de 1970. Mentre que era la substituta de "Sheila" interpretà una membre de la tribu al cor, motiu pel qual se li requerí que es despullés en escena en una escena. Va aparèixer com un pilard a Oliver!. Durant la següent dècada interpretà papers diversos en musicals, incloent Jesus Christ Superstar; Nuts; Grease (on interpretà el paper protagonista de "Sandy" entre 1973 i 1974), Billy (entre 1974 i 1975 interpretà a "Rita") i  The Boyfriend com "Maisie" (1975–1976).
Després de mesos actuant i cantant en audicions, Hal Prince oferí a l'encara relativament desconeguda Paige el paper d'Eva Perón en la primera producció teatral del musical Evita, de Tim Rice i Andrew Lloyd Webber. La seva actuació guanyà l'aclamació de la crítica i la portà a la prominència pública amb només 30 anys. Paige era de fet la segona elecció pel paper després de Julie Covington. Per la seva interpretació a Evita va guanyar el Premi Olivier a l'Actuació de l'Any en un Musica, i el Premi Variety Club per la Personalitat de l'Any del Showbusiness. Interpretà el paper durant 20 mesos, entre 1978 i 1980. També publicà el seu primer àlbum en solitari el 1978 Sitting Pretty. Just abans del seu èxit a Evita, Paige havia considerat seriosament la possibilitat de dedicar-se a la quitxalla, però després de cantar per a Dustin Hoffman, aquest li va fer prometre que continuaria al teatre. Va admetre que estava "farta de tot" i que no podia pagar-se roba nova o menjar fora; "Evita va salvar-me", ha admès.

### 1981-1993: l'època de "Cats" i "Chess"
El següent pas de Paige va ser un dels personatges femenins més notables de Lloyd Webber, en crear el paper de Grizabella a la producció original de Cats entre l'11 de maig de 1981 i el 13 de febrer de 1982. Va entrar a darrera hora als assaigs quan l'actriu Judi Dench va haver de retirar-se a causa d'un trencament del tendó d'Aquil·les. La interpretació de Paige de la cançó Memory, amb la que va obtenir un Top 10 és la seva signatura. El single arribà al número 5 a les llistes britàniques, i ha estat enregistrat per més de 160 artistes. Va tornar a interpretar de nou el paper de Grizabella per l'enregistrament en vídeo de "Cats" el 1998, sent una de les dues úniques actuacions a la pel·lícula del repartiment original de Londres, l'altre va ser Susan Jane Tanner com "Jellylorum". Segons la web de Paige el vídeo de Cats és el vídeo musical més venut al Regne Unit i a Amèrica.
La producció del 1983 de Abbacadabra, escrita pels membres d'ABBA Björn Ulvaeus i Benny Andersson, va tenir de protagonista a Paige amb el paper de Carabosse. A continuació creà el paper de Florence per a l'àlbum conceptual de Chess, amb lletres de Tim Rice i música de Ulvaeus i Andersson.
Els seus àlbums Stages (1983) i Cinema (1984) s'uniren al de "Chess" al Top 40 britànic, donant-li 3 discs consecutius d'èxit. El 1985 Paige publicà "I Know Him So Well", un duet de "Chess" cantant amb Barbara Dickson, el qual assolí la primera posició a les llistes britàniques de singles durant 4 setmanes i encara segueix sent el single cantat per un duet femení amb més vendes. Entre 1986 i 1987 Paige interpretà a "Florence" a la producció teatral de Chess, un paper que li donà una nova nominació als Premis Olivier per l'Actuació Més Destacada d'una Actriu en un Musical. El 1988 cantà a la Casa Blanca.
A continuació, entre 1989 i 1990 interpretà la "Reno Sweeney" del musical Anything Goes, que ella co-produí. Patti LuPone l'estava interpretant a Broadway en aquells moments, i Paige lluità per co-produir-lo per tal d'assegurar-se el paper abans que no el pogués fer Lupone. En interpretar a "Reno Sweeney" va ser la primera vegada en què va usar un accent americà en escenari, i li va donar la seva tercera nominació per a un Premi Olivier. Al costat de les seves intervencions teatrals, va aparèixer al programa de televisió el 1989 amb Diana Rigg.
El 1993 Paige signà per interpretar durant un any la cantant francesa Édith Piaf a l'obra musical Piaf, de Pam Gems, amb l'aclamació de la crítica. The Guardian va escriure que Paige era una Piaf magnífica, perfecta. La producció requeria que Paige cantés 15 cançons, algunes en francès, i havia d'estar en escena 2 hores i 40 minuts en total, obligant-la a abandonar la producció abans del previst per esgotament. El seu retrat de Piaf li va donar la quarta nominació a l'Olivier a Millor Actriu de Musical; posteriorment publicà un àlbum, titulat "Piaf", que contenia cançons d'Édith Piaf tant en anglès com en francès.

### 1994-2001:Sunset Boulevardi debut a Broadway
El 1995, Paige va ser nomenada Oficial de l'Orde de l'Imperi Britànic (OBE) per la Reina Elisabet per la seva contribució al teatre musical.
El 1994, Paige interpretà breument el paper de "Norma Desmond" a la producció del West End de Sunset Boulevard, de Lloyd Webber, quan Betty Buckley va ser baixa a causa d'una apendectomia d'urgència. La naturalesa de la situació significava que Paige només tenia dues setmanes i mitja d'assaigs abans de la seva primera actuació. Va admetre sentir-se intimidada per la tasca que tenia al davant després de veure a Glenn Close al paper just abans de començar amb els assaigs. Paige va guanyar-se de nou la crítica londinenca en una actuació que "no només es retorça fins a treure l'última gota de l'acció dramàtica, sinó que també ofereix tocs inesperats d'humor• I va interpreter el personatge a temps complert l'any següent. Va guanyar el Premi Variety Club a Millor Actriu de l'Any, i de nou va ser nominada al Premi Olivier a Millor Actriu el 1996 per la seva actuació al musical.
Durant l'estada de Sunset Boulevard al Adelphi Theatre del West Wend el 1995, Paige descobrí una massa al pit, fent-la visitar un metge, qui inicialment li va assegurar que en un inici no calia preocupar-se de res. Tornà en dues ocasions, i el metge finalment l'envià a fer proves, que confirmaren que la massa era cancerosa, 9 mesos després que ella l'hagués descobert. Continuà el seu paper a la producció sense perdre's cap funció, afirmant que "Quan faig la funció estic molt emotiva. Algunes de les lletres de cop i volta prenen un significat completament diferent. Paraules com "'as if we never said goodbye" (com si mai ens haguéssim dit adéu) esdevenen més reals." Paige va anar a operar-se un diumenge a causa dels seus compromisos teatrals, tenis 5 anys de tractament mèdic i completà un programa de radiació. Parlà per primera vegada sobre el seu encontre amb el càncer de mama en una entrevista el 2004, on el va descriure el període com "la cosa més temible que m'ha passat en tota la vida".
Paige va passar a la producció americana de Sunset Boulevard per debutar a Broadway, al Minskoff Theatre el 12 de setembre de 1996, staying with the show until it closed on 22 March 1997. Els graons de l'escala van haver d'elevar-se 15 cm, per tal d'acomodar-se a la curta estatura de Paige, car si no hagués estat difícil veure-la darrere de la barana. Paige va ser rebuda a Broadway amb una gran ovació del públic, i rebé bones crítiques per la seva interpretació de "Norma Desmond". Paige va ser la primera "Norma Desmond" de Sunset Boulevard en cantar una de les cançons clau de l'espectacle, "With One Look", que va interpretar per primera vegada en el casament de Lloyd Webber amb Madeleine Gurdon, tot i que en aquells moments la cançó s'anomenava "Just One Glance". Lloyd Webber va afirmar, veient la interpretació de Paige d'una de les altres principals cançons del show, "As If We Never Said Goodbye",, que "era bona, si no la millor, de tot el que he sentit meu". Pel que fa a la lletra clau de la cançó "This world's waited long enough. I've come home at last" (Aquest món ha esperat massa. He vingut per fi), Paige intentà canviar la manera en què es cantava, malgrat ser plenament conscient de les exigències de Lloyd Webber. Per a ella, el moment no havia explotat tot el seu potencial absolut, de manera que s'apropà al director del show, David Caddick, i expressà que volia conservar la paraula "home", la qual cosa ell acceptà. Tot i que va ser una decepció per a ella quan esperava interpretar Evita, Cats i Chessa Broadway, Paige va dir del seu debut d'allà "Va ser el moment perfecte per anar amb aquest show en particular". Després que acabés Sunset Boulevard, Paige patí una depressió, comentant que el final del show va ser el sentiment més terrible... Sento que he perdut quelcom molt important per a mi. Crec que he mort i he marxat lluny.
El crític artístic Melvyn Bragg va presentar una edició especial de The South Bank Show sobre la carrera de Paige el 1996, titulat The Faces of Elaine Paige. L'episodi la va veure visitant llocs del món on obres que ella va protagonitzar van representar-se.
El 1997, Paige va debutar en concert als Estats Units quan inaugurà la temporada del Boston Pops, que va ser emesa a Amèrica per la WGBH. L'any següent, va fer una aparició estel·lar a la celebració del 50è aniversari d'Andrew Lloyd Webber al Royal Albert Hall. Durant la seva intervenció va cantar "Memory" i "Don't Cry for Me Argentina". El següent treball de Paige va ser el de Célimène a Le Misanthrope el 1998, però va admetre que va enyorar el component musical i que el silenci li era was slightly unsettling to her. Poc després la National Operatic and Dramatic Association li concedí el Premi a les Fites d'Una Vida. Poc després realitzà juntament amb Bette Midler un concert a Nova York per recaptar fons per la Breast Cancer Research Foundation.
Entre el 2000 i el 2001 interpretà a "Anna Leonowens" en un revival de The King and I, de Rodgers i Hammerstein, al London Palladium. En un inici Paige declinà un oferiment pel paper, però després l'acceptà, admetent que havia "oblidat de quina partitura tan meravellosa es tractava", tot i que es qüestionà sobre la seva pròpia capacitat pel paper. Abans d'estrenar-se ja s'havien ingressat £7 milions en venda d'entrades. La crítica de The Independent comentà "Serà impossible tenir un èxit com Evita i un èxit com Anna", lamentant-se que Paige encara no estava prou refinada pel paper, tot i que The Spectator afirmava que el paper encara enfortia més el seu títol de "Primera Dama del Teatre Musical Britànic". Durant la seva estada a The King and I, la seva mare va ser diagnosticada amb un càncer. Malgrat que Paige volia abandonar el show, la seva mare insistí que havia de continuar fins que acabés el seu contracte, i la germana de Paige, Marion Billings, va admetre que "va ser molt dur per a l'Elaine, havent d'anar cada nit al teatre sabent que volia estar amb la mare".

### 2002-present: Radio i retorn al West End i a Broadway
Paige cantà a la inauguració dels Jocs Olímpics d'Hivern de 2002 a Salt Lake City, i va debutar en concert a Los Angeles. El 2003 interpretà a Angèle a Where There's a Will, dirigida per Peter Hall. A continuació va interpretar a "Mrs Lovett" a la producció de la New York City Opera de Sweeney Todd al març de 2004, rebent crítiques positives i una nominació pel Premi Drama Desk a l'Actriu Més Destacada en un Musical. Paige realitzà una gira pel Regne Unit titulat "No Strings Attached".
Al setembre del 2004, Paige començà un programa de ràdio, Elaine Paige on Sunday,; a la BBC Radio 2, emetent música del teatre musical i del cinema. En una crítica desfavorable, el show va ser descrit per Elisabeth Mahoney del The Guardian com "a chilly, alienating listening experience" and a "rare wrong move" on the part of Radio 2. i Lisa Martland de The Stage es mostrà d'acord "it is by far the music that brings me back to the programme ... and not her lightweight presenting style". Malgrat això, el programa té una audiència habitual de 3 milions d'oients;. i a més cada setmana hi ha entrevistes. Paige a més ha realitzat aparicions televisives, interpretant a "Dora Bunner" a l'adaptació que la ITV va fer el 2005 de A Murder is Announced, d'Agatha Christie, a la sèrie Marple, abans d'interpretar un paper convidat com a post mistress a Where the Heart Is. La seva aparició a "Marple" va tenir una audiència de 7,78 milions de telespectadors.
El 2006, després de 12 anys, publicà un nou àlbum d'estudi, titulat Essential Musicals. L'àlbum incloïa cançons populars de musicals elegits per una enquesta al seu programa de ràdio, que comptà amb els vots de 400.000 oients. Fins aquell moment, Paige havia enregistrat 20 àlbums en solitari, dels quals 8 van ser disc d'or i 4 més van ser-ho de platí; a més d'aparèixer en 7 àlbums de repartiments. Paige també va aparèixer en concert a Escandinàvia, Hong Kong, Europa, l'Orient Mitjà, Nova Zelanda, Austràlia i Singapur. El 20 i el 21 de desembre del 2006 actuà a Shanghai, prorrogant la seva estada per satisfer la demanda. Amb una notable absència del teatre musical, car no havia interpretat cap personatge des de feia diversos anys, el 2006 s'explica dient que "no hi ha res que hagi volgut fer, i si em vol contractar per un any al teatre, sis dies a la setmana, i sense tenir vida, llavors ha de ser quelcom que vulguis fer amb tot el cor". També ha afirmat que creu que pels actors grans és més dur obtenir papers al teatre.
El 2007, Paige tornà al West End després d'una absència de sis anys, com "Chaperone/Beatrice Stockwell " a The Drowsy Chaperoneal Novello Theatre. La producció només es representà en 96 funcions, tot i que quan s'estrenà rebé una important ovació del públic i una reacció optimista de la crítica. The Daily Telegraph va escriure: "Elaine Paige és un bon esport... bromes habituals sobre la seva reputació de ser "difícil" amb un somriure que no sembla forçat... Només l'autoimportància seriosa i la depressió crònica no et faran gaudir d'una tarda absurdament entretinguda." Paul Taylor de The Independent no va quedar tan impressionat i va escriure "una Elaine Paige amb un paper poc adequat no aconsegueix estar divertida fins a un nivell gairebé enginyós com a cuidadora gairebé secant de l'heroïna.". Per la seva interpretació, Paige va ser nominada al Premi What's On Stage, a la categoria de Millor Actriu de Repartiment en un Musical. A continuació col·laborà amb el duo Secret Garden en l'enregistrament de la cançó "The Things You Are to Me" pel seu àlbum del 2007 Inside I'm Singing.
Per recaptar diners per a Sport Relief, Paige ballà un tango al programa de televisió Sport Relief does Strictly Come Dancing amb Matt Dawson al març de 2008, ocupant la segona posició en la votació absoluta. Inaugurà el International Musical Eisteddfod de Llangollen al juliol del 2008, interpretant algunes de les seves cançons més conegudes dels seus 40 anys de carrera. A continuació inicià la seva gira mundial, amb actuacions a la Xina, Amèrica i Austràlia. Per celebrar els seus 40 anys de carrera, a l'octubre del 2008 Paige publicà un llibre autobiogràfic de fotografies titulat Memories. El llibre trigà uns 8 mesos a compilar-se; "Des d'"Evita", crec, he mantingut una agenda. Els meus pares sempre guarden retalls de premsa i coses sobre mi. Tinc un munt de material de referències per treballar", comentà Paige.
El 2010 publicà un àlbum titulat Elaine Paige and Friends, produït per Phil Ramone. L'àlbum presenta duets de Paige amb artistes com Johnny Mathis, Barry Manilow i Olivia Newton John, així com en un duet amb Sinéad O'Connor en una nova cançó, 'It's Only Life', escrita per Gary Barlow and Tim Rice. Entrà al Top 20 de les llistes britàniques, aconseguint l'estatus de Disc d'Or.
Paige interpretà el paper de "Carlotta Campion" a la producció de Follies del Kennedy Center al maig i juny de 2011, al Eisenhower Theatre de Washington, DC, rebent crítiques molt favorables per la seva interpretació de "I'm Still Here". La producció era protagonitzada per Bernadette Peters, Jan Maxwell, Ron Raines i Danny Burstein. Tornà a interpretar el paper al Marquis Theatre de Broadway entre el 7 d'agost de 2011 i el 22 de gener del 2012. Està previst que l'interpreti quan la producció viatgi a Los Angeles.

## Llegat
Havent realitzat tants papers protagonistes en musicals famosos, molts d'ells amb l'aclamació de la crítica, Paige sovint és referida com la Primera Dama del Teatre Musical Britànic. El 2008 celebrà el 40è aniversari del seu debut professional al West End. Paige no ha estat mai casada ni ha tingut fills, encara que va mantenir una relació d'onze anys amb el lletrista Tim Rice durant els 80. Ha afirmat que hauria volgut tenir fills, però "tinc una vida meravellosa, i estic plena d'una altra manera."
La capacitat de Paige cantant ha fet que sigui lloada per tot el món, igual que els seus dots interpretatius que Andrew Gans de la revista Playbill va dir que "el regal que Paige fa és la dissecció d'un paper i com determina quina frase, gest o emoció poden portar a una escena fins al seu màxim potencial dramàtic." Mark Shenton també lloà la seva veu al 288 com "una de les més distintives i impressionants veus del negoci". Lloyd Webber insisteix que la seva interpretació de "As If We Never Said Goodbye" és una de les millors interpretacions d'una de les seves cançons.
Paige s'ha guanyat una reputació d'algú que "pot ser difícil". Brian Logan, de The Times', va escriure "Paige no és exactament coneguda per la seva humilitat. Als perfils dels diaris, la paraula "difícil" se li aplica sovint". En una ocasió, va dir a un periodista que deixaria de donar entrevistes a dones perquè, segons les pròpies paraules, "no confio en altres dones en aquestes situacions. Estableixen una germandat amb tu i la traeixen a cada moment." El que s'aprecia com un costat fred de la seva personalitat va set també apreciat per Logan, però Paige ha afirmat que sovint es diu d'ella que és greu i molt seriosa. Un altre editor la va trobar "refrescant i amb els peus a terra" i "molt amigable".

## Opinions sobre el teatre
Encara que Paige ha realitzat una llarga carrera al teatre musical, rarament va a veure'n, perquè prefereix veure cinema o teatre de text. A més, ella es considera més una actriu que no pas una cantant, i constata que "prefereixo estar dins d'un personatge". Comparant la tasca de Rodgers i Hammerstein amb la de Lloyd Webber, Paige afirma que troba que les cançons de Rodgers i Hammerstein són més difícils de cantar, i les descriviu com un desafiament. Conclou dient que "és una manera de cantar més quieta, més controlada, not belting it out".
A la llum de les demandes físiques de treballar al teatre Paige ha dit que "el teatre musical és el més dur que qualsevol actor pugui fer. Et tornes obsessiu en el dormir, en menjar el correcte, en no parlar i en donar a la teva veu descans i exercici". Mirant la pressió de d'haver d'estar en una condició adequada per actuar al teatre cada nit, remarca que "no vols llegir les cartes de la gent t'escriu i està decebuda – és tan horrible el sentiment de culpa que sents per no estar allà". Com a part de la rutina rigorosa que segueix abans dels papers musical per cuidar-se la veu, Paige deixa de menjar productes làctics i de beure alcohol i també es concentra en mantenir-se en forma. Després de 3 mesos a la producció, quan la seva veu comença a cansar-se, fins i tot abandona la seva vida social, a vegades comunicant-se mitjançant un bloc de notes i el fax. El procés d'assaigs és quan Paige està més contenta, usant el temps per "descobrir i aprofundir " sense haver de sentir-se avergonyida. Tampoc mai no llegeix les crítiques, afirmant que no li ajuda tenir moltes opinions.
Paige ha comentat que els programes de reality com Any Dream Will Do, a la recerca d'un actor desconegut que protagonitzi un musical són la major amenaça al teatre actualment, opinant que "actors que ja s'estan esforçant al teatre no somien en entrar en aquests shows. En una altra entrevista, es qüestionà sobre la seriositat dels actors que es presenten per aquests tipus d'espectacles: "no entraries en un d'aquests shows en cas que t'expulsin la primera setmana i tots els teus col·legues ho vegin". També ha fet públic el seu desig que es produïssin més musicals nous, en lloc de tants revivals.

## Papers teatrals
| Anys                       | Producció                                      | Paper                                   | Teatre                                                    | Premis |
| -------------------------- | ---------------------------------------------- | --------------------------------------- | --------------------------------------------------------- | --- |
| 1968–1970                  | Hair                                           | Membre de la Tribu                      | Shaftesbury Theatre                                       | |
| 1973–1974                  | Grease                                         | Sandy                                   | New London Theatre                                        | |
| 1974–1975                  | Billy                                          | Rita                                    | Theatre Royal, Drury Lane                                 | |
| 1975–1976                  | The Boyfriend                                  | Maisie                                  | Haymarket Theatre, Leicester                              | |
| 1978–1980                  | Evita                                          | Eva Perón                               | Prince Edward Theatre                                     | - Guanya: Premi Laurence Olivier per Millor Actuació en un Musical /Premi Society of West End Theatre Millor Actriu de Musical - Guanya: Premi Variety Club – Personalitat de l'Any de l'Espectacle                      |
| 1981–1982                  | Cats                                           | Grizabella                              | New London Theatre                                        | |
| 1983–1984                  | Abbacadabra                                    | Miss Williams/Carabosse                 | Lyric Theatre, Hammersmith                                | - 1984: Premi Rear of the Year |
| 1986–1987                  | Chess                                          | Florence Vassy                          | Prince Edward Theatre                                     | - Premi Variety Club a l'Artista de l'Any - Nominada: Premi Olivier – Millor Actriu de Musical per Chess - Premi Head of the Year                                                                                        |
| 1989–1990                  | Anything Goes                                  | Reno Sweeney                            | Prince Edward Theatre                                     | - Nominada - Premi Olivier – Millor Actriu de Musical |
| 1993–1994                  | Piaf                                           | Édith Piaf                              | Piccadilly Theatre                                        | - Insígnia d'Or al Mèrit BASCA - Nominada - Premi Olivier – Millor Actriu de Musical per Piaf |
| 1994, 1995–1996, 1996–1997 | Sunset Boulevard                               | Norma Desmond                           | Adelphi Theatre (West End) Minskoff Theatre (Broadway)    | - Premi Variety Club Award – Millor Actriu de l'Any - Oficial de l'Orde de l'Imperi Britànic (OBE) Honors de l'Aniversari de la Reina - Nominada - Premi Olivier – Millor Actriu de Musical - Premi a Una Vida de la HMV |
| 1998                       | Le Misanthrope                                 | Célimène                                | Piccadilly Theatre                                        | - Premi a Una Vida de la National Operatic and Dramatic Association |
| 2000–2001                  | The King and I                                 | Anna Leonowens                          | London Palladium                                          | |
| 2003                       | Where There's a Will                           | Angèle                                  | Yvonne Arnaud Theatre & Theatre Royal, Brighton           | |
| 2004                       | Sweeney Todd, the Demon Barber of Fleet Street | Mrs Lovett                              | New York City Opera                                       | - Nominada: Premi Drama Desk – Actriu Més Destacada en un Musical |
| 2007                       | The Drowsy Chaperone                           | The Drowsy Chaperone/Beatrice Stockwell | Novello Theatre                                           | - Nominada: Premi What's On Stage - Millor Actriu de Repartiment de Musical |
| 2011                       | Follies                                        | Carlotta Campion                        | Kennedy Center (Washington DC) Marquis Theatre (Broadway) | |

## Discografia

### Enregistraments de repartiments
| Any  | Títol de l'àlbum          | Notes                                           |
| ---- | ------------------------- | ----------------------------------------------- |
| 1970 | Fresh "Hair"              | Enregistrament original de Londres              |
| 1974 | Billy                     | Enregistrament original de Londres              |
| 1978 | The Barrier: A Love Story | Enregistrament d'estudi de 1978                 |
| 1978 | Evita                     | Enregistrament original de Londres              |
| 1981 | Cats                      | Enregistrament original de Londres              |
| 1984 | Chess                     |                                                 |
| 1989 | Anything Goes             | Enregistrament del revival de Londres de 1989   |
| 1992 | Nine                      |                                                 |
| 2000 | The King and I            | Enregistrament del revival de Londres del 2000  |
| 2011 | Follies                   | Enregistrament del revival de Broadway del 2011 |

### D'altres àlbums i aparicions especials
Elaine formà part del grup 'The Colors of Love' en tres singles entre 1968/69 amb el segell 'Page One', amb cançons escrites per Mike Hazelwood i Alan Hammond. El grup estava format per of Elaine Paige, Jill Longstaff, Joan Knighton, Terry Pritchard, John Shepherd i Russel Stone.
POF060: I'm A Train / Up On A Cotton Cloud
POF086: Just Another Fly / 2010
POF124: Mother of Convention / Songs Mother Made
| Year | Album title                               | Other notes |
| ---- | ----------------------------------------- | --- |
| 1972 | Hatching Out                              | Amb el grup Sparrow; veu principal a "Don't Ask", "Many Things Are Clear", "Dream Song", Rainsun Song" i "Hello Goodbye". La darrera peça va restar inèdita fins que l'àlbum es publicà en CD al 1995. |
| 1998 | Songs from Whistle Down the Wind          | La cançó "If Only" |
| 2000 | Michael Ball - Christmas                  | Duet a "As Long As There's Christmas" |
| 2001 | Andrew Lloyd Webber — Masterpiece         | Enregistrament en viu del concert al Gran Saló del Poble de Beijing, Xina. |
| 2010 | I Dreamed a Dream - The Susan Boyle Story | Duet en viu amb Susan Boyle |